# Tanlili (Rollo)
Pour les articles homonymes, voir Tanlili.
Tanlili est une localité située dans le département de Rollo de la province du Bam dans la région Centre-Nord au Burkina Faso. 

## Économie
L'économie du village est essentiellement agro-sylvo-pastorale

## Éducation et santé
Le centre de soins le plus proche de Tanlili est le centre de santé et de promotion sociale (CSPS) de Rollo tandis que le centre médical avec antenne chirurgicale (CMA) de la province se trouve à Kongoussi.